# Ramón María de Aldasoro
Juan Ramón María Aldasoro Galarza (Tolosa, 20 de marzo de 1897-La Habana, 2 de febrero de 1952) fue un abogado y político español. Perteneció al partido Izquierda Republicana y fue miembro del primer gobierno autónomo del País Vasco en el que desempeñó el cargo de Consejero de Comercio y Abastecimientos entre 1936 y 1952. 

## Biografía
Ramón Aldasoro nació en la localidad guipuzcoana de Tolosa el 20 de marzo de 1897. Estudió derecho en  la Universidad de Madrid,. Tras licenciarse se trasladó a Bilbao donde abrió un despacho de abogado.  Llegó a ser vicepresidente de la Academia de Derecho y Ciencias Sociales y miembro de la Sociedad de Estudios Vascos y de la sociedad liberal El Sitio de Bilbao. 
Aldasoro fue uno de los líderes republicanos vascos que participaron en el Pacto de San Sebastián. A consecuencia del levantamiento republicano del mes de diciembre de 1930 fue detenido y encarcelado en Madrid. En marzo de 1931 participó en la fundación de la Agrupación al Servicio de la República en Vizcaya. Nombrado gobernador civil de Guipúzcoa por las nuevas autoridades republicanas el 17 de abril de 1931, impulsó, en los tres meses que estuvo en el puesto,  importantes decisiones, como el nombramiento de la Comisión Gestora de la Diputación Foral o la detención del dirigente comunista (después compañero suyo en el Gobierno Vasco) Juan Astigarrabía.
Militó en esta época en diferentes organizaciones políticas: primero en el Partido Republicano Autónomo, más tarde en el Partido Republicano Radical Socialista y por último en Izquierda Republicana, la formación de Manuel Azaña. En las elecciones a Cortes Constituyentes de 1931 fue elegido diputado por Vizcaya por la candidatura Republicano-Socialista. Fue nombrado secretario de las Cortes y recibió el Estatuto de Autonomía redactado por la Sociedad de Estudios Vascos llamado Estatuto de Estella. En 1932 participó en la Asamblea de Pamplona que se reunió para impulsar la aprobación de Estatuto de Autonomía Vasco-Navarro, llamado Estatuto de las Gestoras. En la citada reunión Aldasoro defendió la incorporación de Navarra a la autonomía vasca.
Tras el golpe de Estado de julio de 1936 fue el hombre fuerte de Comisariado de Defensa de Vizcaya, un organismo anterior a la creación de la Junta de Defensa de Vizcaya que tenía como propósito impedir el levantamiento en Vizcaya y combatirlo. El 12 de agosto de 1936 fue nombrado director general de Harinas, Trigos y Comestibles.
Tras la aprobación del Estatuto Vasco por las Cortes republicanas el 1 de octubre de 1936 y la inmediata formación del Gobierno de Euzkadi, Ramón Aldasoro fue nombrado Consejero de Comercio y Abastecimiento en representación de su partido, Izquierda Republicana. Al frente de esta consejería trabajó por impedir el desabastecimiento que sufría una Vizcaya aislada. Ello sería posible gracias al apoyo del comercio con el Reino Unido y la apertura de diversas delegaciones comerciales, tanto dentro como fuera de España (Burdeos, Bayona, Barcelona, Valencia y Alicante) lo que contribuyó a mejorar las listas de aprovisionamientos.
Mantuvo relaciones tensas con la dirección central de su partido, Izquierda Republicana, lo que provocó que fuera expulsado del mismo en febrero de 1938. A pesar de ello, permaneció en el Gobierno de Euzkadi a título personal, vinculado más estrechamente al lehendakari Aguirre y al PNV. Tras la caída de Vizcaya, José Antonio Aguirre le envió a Buenos Aires como delegado con el fin de trabajar a favor de los vascos emigrados a Argentina, especialmente para los niños refugiados. Estas gestiones dieron lugar a la creación en agosto de 1939 del Comité Pro-Inmigración Vasca. Ese mismo año fundó Eusko Deya-La voz de los vascos en América y organizará la filial argentina de la Liga Amiga de los Vascos. El 11 de julio de 1940, ante la desaparición en la Europa ocupada por los nazis del lendakari Aguirre, Manuel de Irujo formó el Consejo Nacional de Euzkadi. La creación de este órgano, de carácter nacionalista vasco y no autonómico, levantará importantes recelos en el resto de partidos del Gobierno Vasco no nacionalistas. En él se integrará Aldasoro. Del mismo modo, desde Buenos Aires Aldasoro participará activamente con la revista Galeuzca, colaborando con nacionalistas catalanes y gallegos en el exilio. Además participará en otro tipo de actos impartiendo conferencias.
En 1946 regresó a San Juan de Luz formando parte del reorganizado Gobierno de Euzkadi. En marzo de 1947 participará en la constitución en París del Movimiento Federalista Vasco y en febrero de 1949 participa en París en la Constitución del Consejo Federal Español del Movimiento Europeo. 
Falleció en Cuba el 2 de febrero de 1952. Su puesto de consejero fue ocupado por su correligionario Ambrosio Garbisu.
- Datos: Q9066449